# Hemellitol
Hemellitol ist eine chemische Verbindung aus der Gruppe der methylsubstituierten Benzole, genauer der Trimethylbenzole. Der Trivialname Hemellitol nimmt Bezug auf die Hemimellitsäure (Benzol-1,2,3-tricarbonsäure), welche halb so viele (griechisch hemi) Carboxygruppen enthält wie die Mellitsäure.

## Vorkommen

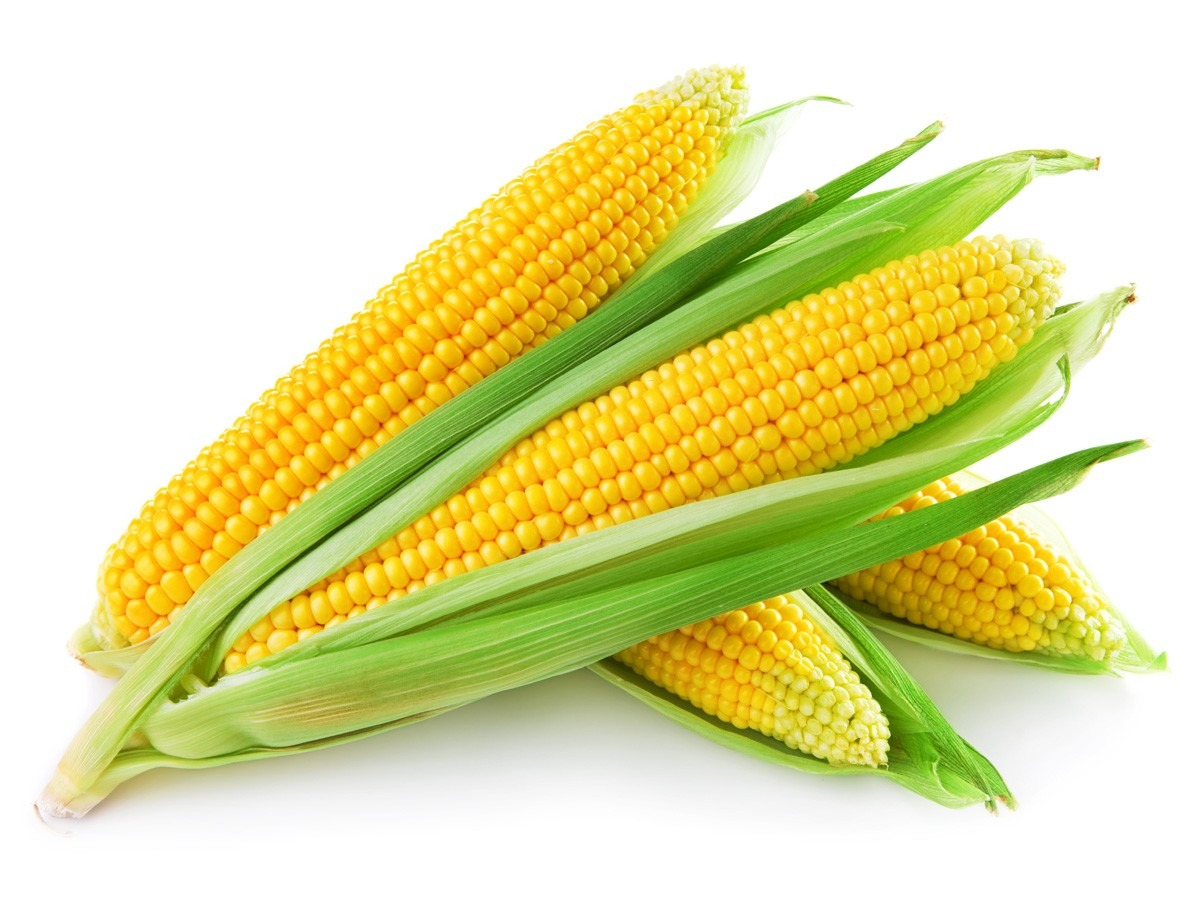
Hemellitol kommt natürlich in Mais vor

Hemellitol kommt natürlich als Inhaltsstoff in der Schwarznuss, in Mais und dem Echten Tausendgüldenkraut (Centaurium erythraea)  vor. Die Verbindung ist Bestandteil von Mineralöl- und Schwerölfraktionen.

## Gewinnung und Darstellung
Hemellitol kann durch Reaktion von 2,3-Dimethylbenzylalkohol mit einem Grignard-Reagenz gewonnen werden. Die Verbindung wurde zuerst 1882 von Oscar Jacobsen synthetisiert.

## Eigenschaften
Hemellitol ist eine farblose ölige Flüssigkeit mit aromatischem Geruch, die praktisch unlöslich in Wasser ist.

## Verwendung
Hemellitol wird als Zwischenprodukt zur Herstellung von Duftstoffen und als UV-Stabilisator verwendet. Die Verbindung wird auch als Lösungsmittel für u. a. Lacke oder Klebstoffe verwendet und ist dadurch in Innenräumen nachweisbar.

## Sicherheitshinweise
Die Dämpfe von Hemellitol können mit Luft ein explosionsfähiges Gemisch (Flammpunkt 51 °C, Zündtemperatur 470 °C) bilden.